# 2001 VN71
2001 VN71, também escrito como 2001 VN71, é um objeto transnetuniano (TNO) que está localizado no cinturão de Kuiper, uma região do Sistema Solar. Este corpo celeste é classificado como um plutino, pois, o mesmo está em uma ressonância orbital de 2:3 com o planeta Netuno. O mesmo possui uma magnitude absoluta de 9,1 e tem um diâmetro com cerca de 67 km.

## Descoberta
2001 VN71 foi descoberto no dia 9 de novembro de 2001 pelos astrônomos B. Gladman, e J. J. Kavelaars.

## Órbita
A órbita de 2001 VN71 tem uma excentricidade de 0,249 e possui um semieixo maior de 39,610 UA. O seu periélio leva o mesmo a uma distância de 29,752 UA em relação ao Sol e seu afélio a 49,468 UA.